# Bellator 89
 Bellator LXXXIX  é um evento de MMA organizado pelo Bellator Fighting Championships, ocorrido no dia 14 de fevereiro de 2013 no Bojangles' Coliseum em Charlotte, North Carolina. O evento foi transmitido ao vivo na Spike TV.